# Саву, Илие
Или́е Са́ву (рум. Ilie Savu; 9 января 1920, Корнэцелу — 16 ноября 2010, Бухарест) — румынский футболист и тренер.

## Карьера
Начал свою карьеру в 14 лет, играл в амплуа нападающего и вратаря. До прихода в «Стяуа» защищал ворота клубов «Прахова», «Венус», «Корвинул», был третьим вратарём на чемпионате мира 1938 г. Его карьеру на время прервала война. Год он учился в военной школе, после чего в октябре 1942 г. в составе Королевской Армии пошёл воевать на Восточный фронт, а уже в 1944—1945 гг. вместе с советскими солдатами дошёл до Берлина. После войны стоял у истоков возрождения армейской команды, стал её вратарем при росте всего в 169 см.
Став тренером «Стяуа», наряду с Георге Попеску, был одним из создателей команды, ставшей чемпионом Румынии в 1956 г. Именно под его руководством ЦДА провёл матч против английского клуба «Лутон» на Республиканском стадионе, в присутствии 100 000 зрителей, победив 5:1, до этого никто из клубов Восточной Европы не мог оказать сопротивление «Лутону». Также под его руководством «Стяуа» дважды выигрывал национальный Кубок (1965/66, 1966/67).
Активно включился в процесс создания постреволюционного румынского футбола, был одним из создателей в 1990 г. Профессиональной Футбольной лиги Румынии.